# Thomas Marshburn
Thomas Henry „Tom“ Marshburn (* 29. August 1960 in Statesville, North Carolina) ist ein ehemaliger US-amerikanischer Astronaut.

## Ausbildung
Marshburn schloss 1978 die Henderson High School in Atlanta ab und studierte anschließend Physik auf dem Davidson College in North Carolina. Nach seinem Bachelor-Abschluss 1982 wechselte er an die University of Virginia, die er mit einem Master-Abschluss in technischer Physik 1984 verließ. Seine Promotion in Medizin erhielt er 1989 an der Wake Forest University.
Anschließend führte Marshburn eine Weiterbildung zum Notarzt in Toledo (Ohio) durch, die er 1992 erfolgreich abschloss, worauf er als Notarzt in Seattle arbeitete.
Als 1993 die University of Texas Medical Branch (UTMB) in Zusammenarbeit mit der NASA ein Aufbaustudium im Fach Raumfahrtmedizin anbot, gehörte Marshburn zum ersten Jahrgang, der diesen Studiengang in Galveston absolvierte. Nach dem Abschluss 1995 arbeitete Marshburn in Krankenhäusern in Houston und Boston. Einen weiteren Master von der University of Texas Medical Branch erhielt er 1997 in Medizintechnik.

## Tätigkeit als NASA-Arzt
Schon während des Raumfahrtmedizin-Studiums kam Marshburn im November 1994 an das Lyndon B. Johnson Space Center in Houston, wo er der medizinischen Abteilung des Space-Shuttle-Programms zugeteilt wurde. Von Februar 1996 bis Mai 1997 arbeitete er als Flugarzt für das NASA-Personal im russischen Sternenstädtchen Swjosdny Gorodok und in anderen russischen Flugleitstellen.
Von Juli 1997 bis August 1998 war Marshburn Zweiter Vorsitzender der medizinischen Abteilung des Shuttle-Mir-Programms. Von 1998 bis 2001 war er stellvertretender Flugarzt für die Mission STS-98 und leitender Flugarzt für STS-101. Im Jahre 2003 arbeitete Marshburn als leitender Flugarzt für die ISS-Expedition 7 in Houston, in Russland und in Kasachstan.

## Astronautentätigkeit
Marshburn wurde 2004 von der NASA als Astronautenanwärter ausgewählt und als Missionsspezialist ausgebildet. Die Grundausbildung wurde im Februar 2006 abgeschlossen.
Am 11. Februar 2008 nominierte die NASA Marshburn als Missionsspezialisten für den Flug STS-127, bei dem zwei japanische Module zur Raumstation ISS gebracht wurden. Der Start erfolgte am 15. Juli 2009, die Landung am 31. Juli 2009. Marshburn führte dabei drei Weltraumausstiege durch.
Zu seinem zweiten Raumflug startete Marshburn am 19. Dezember 2012. Zusammen mit Roman Romanenko und Chris Hadfield flog er zur ISS, wo er sechs Monate als Bordingenieur der ISS-Expeditionen 34 und 35 arbeitete. Am 11. Mai 2013 tauschte Marshburn zusammen mit Christopher Cassidy bei einer außerplanmäßigen EVA eine Pumpensteuerungsbox am Solarmodul P6 aus. Die Rückkehr zur Erde erfolgte am 14. Mai 2013.
Im Dezember 2020 nominierte ihn die NASA als Pilot für den Raumflug SpaceX Crew-3. Zusammen mit Raja Chari, Matthias Maurer und Kayla Barron startete er am 11. November 2021 zur ISS, wo er als Bordingenieur der ISS-Expedition 66 arbeitete. Am 30. März 2022 übernahm er das Kommando der ISS-Expedition 67. Die Landung erfolgte am 6. Mai 2022.

## Privates
Marshburn besitzt verschiedene Pilotenlizenzen, unter anderem für Verkehrsflugzeuge und Kunstflug. Er ist verheiratet und hat eine Tochter.